# Guàrdia Republicana de Síria
La Guàrdia Republicana (en àrab: الحرس الجمهوري, transliterat Al-Haras al-Jumhuri), també coneguda com a Guàrdia Presidencial, és una unitat de combat d'elit de l'Exèrcit Àrab de Síria, composta principalment per unitats blindades posicionades principalment al voltant de Damasc. Creada el 1976 per contrarestar els atacs de grups palestins a Síria, la Guàrdia Republicana és responsable de la seguretat del president, de protegir la capital i als funcionaris governamentals de qualsevol possible amenaça. És l'única unitat militar que té permès circular per la capital. Durant la recent guerra civil siriana, la Guàrdia Republicana va participar en alguns dels combats més aferrissats del conflicte. Els seus soldats també han estat acusats d'haver comès crims de guerra.

## Orígens
La creació d'aquesta unitat va tenir lloc en plena Guerra Civil del Líban, després de la intervenció siriana en el conflicte. En aquest moment guerrilles palestines van començar a atacar funcionaris i tropes sirianes. Els atacs palestins contra les tropes i el govern sirià es van deure al fet que l'exèrcit sirià estava compromès amb les tropes des del front libanès i l'Exèrcit del Sud del Líban. Però va ser només després de la invasió israeliana del sud del Líban (1982) quan l'exèrcit sirià va intervenir decididament, a més de suposar la generalització del conflicte entre les diferents faccions libaneses (cristians, xiïtes, drusos, sunnites i palestins). El major general Adnan Makhlouf comandar la Guàrdia Republicana entre 1976 i 1997.

## Activitats
La Guàrdia Republicana és emprada sobretot per protegir els alts funcionaris del govern sirià de qualsevol amenaça externa i servir de contrapès a les altres potents formacions militars prop de la capital: la 4a Divisió Mecanitzada, la 3a Divisió Blindada, les forces especials i la 14a Divisió aerotransportada. Molts membres de la família Al-Assad han servit a la Guàrdia Republicana: l'actual president sirià Baixar al-Àssad era un antic alt oficial de la brigada, com també és el cas de Maher al-Assad, que en l'actualitat és coronel de la Guàrdia Republicana.

## Guerra Civil Síria
Al començament de la Guerra civil siriana la Guàrdia Republicana es va mantenir fora del conflicte i no va intervenir, però el juny de 2012 les seves forces es van enfrontar amb els rebels prop dels complexos d'habitatges i bases militars situats en els suburbis de Qudsaya i Al Hamah, a uns 8 quilòmetres del centre de Damasc. Posteriorment han combatut a Latakia, lloc d'on és originària la família del President sirià. Els efectius de la unitat també han estat acusats en diverses ocasions d'haver perpetrat crims de guerra en diverses ocasions durant els combats en què van participar.

## Estructura
La Guàrdia republicana es compon de tres brigades cuirassades, un brigada mecanitzada i un regiment d'artilleria. Originalment la seva força total era de 10,000 efectius, però en l'actualitat s'eleva fins als 25,000 soldats, i forma part de les tropes d'elit del govern, al costat de la 4a Divisió cuirassada. La divisió està composta orgànicament pels Regiments de seguretat 101 i 102 (la tasca és oferir seguretat al President, als ministres del Govern, alts funcionaris governamentals, i la seu del'Exèrcit i altres institucions governamentals), i per les brigades 103a, 104a, 105a i 106a, aquestes compostes per tropes de combat. Actualment Maher al-Assad és el comandant de la Guàrdia Republicana, així com de la 4a Divisió Cuirassada.

## Organització i equipament
Les principals unitats estan estacionades a la muntanya Qasioun, prop de Damasc. Des d'aquesta posició elevada, la Guàrdia republicana té una vista panoràmica estratègica de la ciutat i els seus suburbis. La brigada d'artilleria, equipada amb obusos D-30 i llançacoets BM-21 Grad, és capaç de repel·lir qualsevol atac per part de forces enemigues a la ciutat i els seus suburbis. L'uniforme utilitzat per les tropes és diferent de l'empleat per l'exèrcit regular sirià.